# Barrio Nuevo, Coyuca de Benítez
Barrio Nuevo är en ort i Mexiko.   Den ligger i kommunen Coyuca de Benítez och delstaten Guerrero, i den södra delen av landet, 290 km söder om huvudstaden Mexico City. Barrio Nuevo ligger 10 meter över havet och antalet invånare är 289.
Terrängen runt Barrio Nuevo är platt söderut, men norrut är den kuperad. Havet är nära Barrio Nuevo åt sydväst. Runt Barrio Nuevo är det ganska glesbefolkat, med 25 invånare per kvadratkilometer. Närmaste större samhälle är Coyuca de Benítez, 4,6 km nordost om Barrio Nuevo. Omgivningarna runt Barrio Nuevo är en mosaik av jordbruksmark och naturlig växtlighet.